# العلاقات الأرمينية الناوروية
العلاقات الأرمينية الناوروية هي العلاقات الثنائية التي تجمع بين أرمينيا وناورو.

## مقارنة بين البلدين
هذه مقارنة عامة ومرجعية للدولتين:
| وجه المقارنة                                              | أرمينيا                    | ناورو                          |
| --------------------------------------------------------- | -------------------------- | ------------------------------ |
| المساحة (كم2)                                             | 29.74 ألف                  | 21                             |
| عدد السكان (نسمة)                                         | 2.93 مليون                 | 10.08 ألف                      |
| الكثافة السكانية (ن./كم²)                                 | 98.52                      | 48.00 ألف                      |
| العاصمة                                                   | يريفان                     | ضاحية يارين                    |
| اللغة الرسمية                                             | لغة أرمنية                 | اللغة الناورونية، لغة إنجليزية |
| العملة                                                    | درام أرميني                | دولار أسترالي                  |
| الناتج المحلي الإجمالي (بليون دولار)                      | 11.54 مليار                | 113.88 مليون                   |
| الناتج المحلي الإجمالي (تعادل القوة الشرائية) بليون دولار | 25.41 مليار                | 162.98 مليون                   |
| الناتج المحلي الإجمالي الاسمي للفرد دولار أمريكي          | 3.49 ألف                   | 9.83 ألف                       |
| الناتج المحلي الإجمالي للفرد دولار أمريكي                 | 8.07 ألف                   |                                |
| مؤشر التنمية البشرية                                      | 0.743                      |                                |
| رمز المكالمات الدولي                                      | +374                       | +674                           |
| رمز الإنترنت                                              | .am، .հայ ‏                 | .nr                            |
| المنطقة الزمنية                                           | ت ع م+04:00، توقيت أرمينيا | ت ع م+12:00                    |

## منظمات دولية مشتركة
يشترك البلدان في عضوية مجموعة من المنظمات الدولية، منها:
| علم المنظمة | اسم المنظمة                   | تاريخ انضمام أرمينيا | تاريخ انضمام ناورو |
| ----------- | ----------------------------- | -------------------- | ------------------ |
|             | يونسكو                        | 9 يونيو 1992         | 17 أكتوبر 1996     |
|             | الاتحاد البريدي العالمي       | ?                    | ?                  |
|             | منظمة الشرطة الجنائية الدولية | ?                    | ?                  |
|             | الأمم المتحدة                 | 2 مارس 1992          | 14 سبتمبر 1999     |
|             | بنك التنمية الآسيوي           | 2005                 | 1991               |
|             | الاتحاد الدولي للاتصالات      | 30 يونيو 1992        | 10 يونيو 1969      |
|             | منظمة حظر الأسلحة الكيميائية  | ?                    | ?                  |

## وصلات خارجية
- موقع وزارة الخارجية الأرمينية